# ダクタ・グリーン
ダクタ・グリーン(Dakta Green、1950年4月11日 - ) は、ニュージーランド・ウェリントン生まれの大麻に関する活動家。
ニュージーランドで最初の大麻クラブ(THE DAKTORY)のオーナー、大麻バス(MARY JANE THE CANNABUS)の運転手。
- 1999年 アメリカ チェスター・カウンティ刑務所に服役
- 2002年 ニュージーランド刑務所に2年8カ月 服役
- 2007年 THE CANNABUSで約1年間ニュージーランド全国を行脚。
- 2008年 THE DAKTORYをオープン（NZ初の大麻クラブ）
- 2009年 オークランド市 国会議員選挙 立候補/落選。
- 2010年 各地にてキャンペーンを実施、11月11日には国会議事堂へ150人でデモ行進(ドラッグ戦争　終戦宣言)
- 2011年 2月4日にオークランド地方裁判所でデモ。2台のバスを追加、更なるキャンペーンを展開中。
- 2011年 5月13日にオークランド地方裁判所でThe Daktory運営関連の3つの容疑に有罪決定。
- 2011年 6月29日にオークランド地方裁判所で実刑判決・収監(大麻報道センター内に記事掲載)
- 2012年 6月某日に満期出所予定。